# 夏言
夏言（1482年7月14日—1548年），字公謹，號桂洲，江西廣信府貴溪縣人。明朝政治人物，正德丁丑進士。嘉靖間官至禮部尚書、武英殿大學士，任內閣首輔，為嚴嵩所害，問斬。隆慶初平反，謚文愍。

## 生平
夏言是臨清知州夏鼎之子，眉目疏朗，鬚髯甚偉，能言善談，聲音洪亮。正德五年（1510年）庚午科江西鄉試第六名舉人，正德十二年（1517年）登丁丑科三甲三名進士，授行人，十五年十月选授兵科给事中，历兵科右，嘉靖七年（1528年）六月升礼科左，九月升任兵科都給事中，八年十二月改任吏科都给事中，建议罢市舶，厉行海禁。出按皇莊，力主歸還侵民之產。九年十月升翰林院侍读学士，仍兼吏科都给事中，充经筵日讲官，赐四品服俸。十年（1531年）三月升詹事府少詹事、兼翰林院学士掌院事，经筵日讲如故，七月以四郊工成，升礼部左侍郎，仍兼学士掌翰林院事，九月接替李時升任禮部尚書、兼官如故，十一年加太子太保。嘉靖十五年（1536年）加少保、少傅、太子少師。夏言正直敢谏，勇于负责，但為人頗自負，驕蹇見忤，遭忌於張孚敬。嚴嵩入閣後，盡去夏言親黨。嘉靖二十四年（1545年）十二月，世宗再以夏言入閣，又遭嚴嵩忌恨。
嘉靖二十五年（1547年）蒙古韃靼部首領俺答汗三萬騎兵進犯三原、泾阳等地，陝西總督曾銑上《请复河套疏》：“贼据河套，侵扰边鄙将百年”，請收復河套。夏言大力支持，明世宗剛開始時亦雄心勃勃，诏答：“今铣倡恢复议甚壮，其令铣与诸镇臣悉心上方略，予修边费二十万。”嚴嵩谗於世宗，謂其不可輕開邊事，疏称“铣以好大喜功之心，而为穷兵黩武之举，在廷诸臣皆知其不可，第有所畏，不敢明言”，又賄賂邊將仇鸾，讓他上書誣告夏言受曾銑的勾結。
嘉靖二十七年（1548年）正月，以夏言“事为任意，迹涉强君”的罪名致仕。這時俺答率军南下，侵扰宣化，严嵩乘機谗言，“早先夏言、曾铣提议收复河套，以致激怒俺答”。夏言在通州（今北京市通州区）時，聽說曾銑以“結交近侍”的罪名被殺，从车上堕落，痛哭道：“噫！吾死矣。”夏言再次上疏論冤，刑部尚書喻茂堅、左都御史屠僑提出了議貴、議能為夏言求情，帝不聽，還把喻茂堅、屠僑罰俸。是年十月以“交结近侍”罪名被斬首。自此無人再敢議復河套之事。隆慶初年（1567年）夏家人上書而得平反，追復原官，謚文愍。著有《桂洲集》。

## 家庭
夏言的继室徐氏封孺人早逝，续娶苏氏。他曾在嘉靖十五年请求朝廷破例，给予苏氏命妇的封典。
夏言曾經納妾，而妾懷孕，其正妻忌恨，於是將她遣散別嫁，生下一子，夏言死後，妻子把夏言的小孩迎回家中，長得很像夏言，但不久後病死，夏言因而絕後。

## 家族
曾祖夏自新。祖父夏尹恭，巡检。父夏鼎，知府。前母吴氏；母匡氏。慈侍下。兄南安、奇、弟行（监生）。

### 引用
1. ↑  清·张廷玉等，《明史》（卷196）：夏言，字公謹，貴溪人。父鼎，臨清知州。言舉正德十二年進士，授行人，擢兵科給事 中。性警敏，善屬文。及居言路，謇諤自負。世宗嗣位，疏言：「正德以來，壅蔽已極。今陛下維新庶政，請日視朝後，御文華殿閱章疏，召閣臣面決。或事關大利害，則下廷臣集議。不宜謀及褻近，徑發中旨。聖意所予奪，亦必下內閣議而後行，絕壅蔽矯詐之弊。」帝嘉納之。奉詔偕御史鄭本公、主事汪文盛覈親軍及京衞宂員，汰三千二百人，復條九事以上。輦下為肅清。嘉靖初，偕御史樊繼祖等出按莊田，悉奪還民產。劾中官趙霦、建昌侯張延齡，疏凡七 上。請改後宮負郭莊田為親蠶廠、公桑園，一切禁戚里求請及河南、山東奸人獻民田王府 者。救被逮永平知府郭九皐。莊奉夫人弟邢福海、肅奉夫人弟顧福，傳旨授錦衣世千戶，言 力爭不可。諸疏率諤諤，為人傳誦。屢遷兵科都給事中。勘青羊山平賊功罪，論奏悉當。 副使牛鸞獲賊中交通名籍，言請毀之以安眾心。孝宗朝，令吏、兵二部每季具兩京大臣及 在外文武方面官履歷進御，正德後漸廢，以言請復之。七年，調吏科。
2. ↑  清·张廷玉等，《明史》（卷196）：孚敬頤指百僚，無敢與抗者。言自以受帝知，獨不為下。孚敬乃大害言寵，言亦怨孚 敬驟用彭澤為太常卿不右己，兩人遂有隙。言抗疏劾孚敬及吏部尚書方獻夫。孚敬、獻夫 皆疏辨求去。帝顧諸人厚，為兩解之。言既顯，與孚敬、獻夫、韜為難，益以強直厚自結。帝 欲輯郊禮為成書，擢言侍讀學士，充纂修官，直經筵日講，仍兼吏科都給事中。言又贊帝更 定文廟祀典及大禘禮，帝益喜。十年三月遂擢少詹事，兼翰林學士，掌院事，直講如故。言 眉目疎朗，美鬚髯，音吐弘暢，不操鄉音。每進講，帝必目屬，欲大用之。孚敬忌彌甚，遂與 彭澤搆薛侃獄，下言法司。已，帝覺孚敬曲，乃罷孚敬而釋言。八月，四郊工成，進言禮部左 侍郎，仍掌院事。踰月，代李時為本部尚書。去諫官未浹歲拜六卿，前此未有也。
3. ↑  清·张廷玉等，《明史》（卷196）：鼎臣已歿，翟鑾再入，恂恂若屬吏然，不敢少齟齬。而霍韜入掌詹事府，數修怨。以郭 勛與言有隙，結令助己，三人日相搆。既而韜死，言、勛交惡自若。九廟災，言方以疾在告， 乞罷，不允。昭聖太后崩，詔問太子服制，言報疏有譌字。帝切責言，言謝罪且乞還家治 疾。帝益怒，令以少保、尚書、大學士致仕。言始聞帝怒己，上御邊十四策，冀以解。帝曰： 「言既蘊忠謀，何堅自愛，負朕眷倚，姑不問。」初，言撰青詞及他文，最當帝意。言罷，獨翟鑾 在，非帝所急也。及將出都，詣西苑齋宮叩首謝。帝聞而憐之，特賜酒饌，俾還私第治疾，俟 後命。會郭勛以言官重劾，亦引疾在告。京山侯崔元新有寵，直內苑，忌勛。帝從容問元： 「言、勛皆朕股肱，相妒何也？」元不對。帝問言歸何時，曰：「俟聖誕後，始敢請。」又問勛何 疾，曰：「勛無疾，言歸即出耳。」帝頷之。言官知帝眷言惡勛，因共劾勛。勛辨語誖謾，帝 怒，削勛同事王廷相籍。給事中高時者，言所厚也，盡發勛貪縱不法十數事。遂下勛獄，復 言少傅、太子太師、禮部尚書、武英殿大學士，疾愈入直。言雖在告，閣事多取裁。治勛獄，悉其指授。二十一年春，一品九年滿，遣中使賜銀幣、寶鈔、羊酒、內饌，盡復其官階，璽書 奬美，賜宴禮部，尚書、侍郎、都御史陪侍。當是時，帝雖優禮言，然恩眷不及初矣。
4. ↑  清·张廷玉等，《明史》（卷196）：未幾，河套議起。言故慷慨以經濟自許，思建立不世功。因陝西總督曾銑請復河套，贊決之。嵩與元、炳媒孽其間，竟以此敗。江都人蘇綱者，言繼妻父也，雅與銑善。銑方請復河套，綱亟稱於言。言倚銑可辦，密疏薦之，謂羣臣無如銑忠者。帝令言擬旨，優奬之者再。銑喜，益銳意出師。帝忽降旨詰責，語甚厲。嵩揣知帝意，遂力言河套不可復，語侵言。言 始大懼謝罪，且言嵩未嘗異議，今乃盡諉於臣。帝責言強君脅眾，嵩復騰疏攻言，言亦力辨。而帝已入嵩譖，怒不可解。二十七年正月盡奪言官階，以尚書致仕，猶無意殺之也。會有蜚語聞禁中，謂言去時怨謗。嵩復代仇鸞草奏訐言納銑金，交關為奸利，事連蘇綱，遂下銑、綱詔獄。嵩與元、炳謀，坐銑交結近侍律斬，綱戍邊，遣官校逮言。言抵通州，聞銑所坐，大驚墮車曰：「噫！吾死矣。」再疏訟冤，言：「鸞方就逮，上降諭不兩日，鸞何以知上語，又何知嵩疏而附麗若此。蓋嵩與崔元輩詐為之以傾臣。嵩靜言庸違似共工，謙恭下士似王莽， 奸巧弄權父子專政似司馬懿。在內諸臣受其牢籠，知有嵩不知有陛下。在外諸臣受其箝制， 亦知有嵩不知有陛下。臣生死係嵩掌握，惟歸命聖慈，曲賜保全。」帝不省。獄成，刑部尚書喻茂堅、左都御史屠僑等當言死，援議貴議能條以上。帝不從，切責茂堅等，奪其俸，猶及言前不戴香冠事。其年十月竟棄言市。妻蘇流廣西，從子主事克承、從孫尚寶丞朝慶，削籍為民。言死時年六十有七。
5. ↑  清·张廷玉等，《明史》（卷196）：言豪邁有俊才，縱橫辨博，人莫能屈。既受特眷，揣帝意不欲臣下黨比，遂日與諸議禮 貴人抗。帝以為不黨，遇益厚，然卒為嚴嵩所擠。言死，嵩禍及天下，久乃多惜言者。而言所推轂徐階，後卒能去嵩為名相。隆慶初年，其家上書白冤狀，詔復其官，賜祭葬，諡文愍。
6. ↑  《明实录·世宗实录·卷一百九十四》嘉靖十五年十二月[……]○己酉[……]○少傅兼太子太师礼部尚书翰林院学士夏言奏臣自嘉靖十二年以太子太保给授诰命以来又历少保少傅并太子太傅太子太师四阶乞赐三代诰命又据封妻事例凡继室止许一人臣为给事中时继室徐氏封儒人无何夭殁又娶苏氏今已三十年未沾封典每于两宫庆贺中宫亲蚕诸大礼皆不得与其于臣妾之分亦有未得尽者惟上幸许上以其久司邦礼多效劳续允之
7. ↑  清·张廷玉等，《明史》（卷196）：“言豪邁有俊才，縱橫辨博，人莫能屈。既受特眷，揣帝意不欲臣下黨比，遂日與諸議禮 貴人抗。帝以為不黨，遇益厚，然卒為嚴嵩所擠。言死，嵩禍及天下，久乃多惜言者。而言 所推轂徐階，後卒能去嵩為名相。隆慶初年，其家上書白冤狀，詔復其官，賜祭葬，諡文愍。言始無子。妾有身，妻忌而嫁之，生一子。言死，妻逆之歸，貌甚類言。且得官矣，忽病死。言竟無後。”
8. ↑  龚延明主编. . 宁波: 宁波出版社. 2016. ISBN 978-7-5526-2320-8. 《天一閣藏明代科舉錄選刊.登科錄》之《正德十二年丁丑科進士登科録》：夏言，貫江西广信府贵溪县，軍籍。國子生。治诗经，字公謹，行三，年三十六，六月二十九日生。曾祖自新。祖尹恭，巡检。父鼎，知府。前母吴氏；母匡氏。慈侍下。兄南安、奇、弟行（监生）。娶徐氏，继娶詹氏。江西乡试第六名，会试第一百四十九名。

## 延伸阅读
[在维基数据编辑]
 在维基文库阅读此作者作品（ 在维基共享资源阅览影像）
 《國朝獻徵錄·卷之十六》，出自焦竑《國朝獻徵錄》
 《明史卷一百九十六》，出自《明史》